# Дроздов, Александр Николаевич
Алекса́ндр Никола́евич Дроздо́в (род. 22 сентября 1957, Москва) — советский и российский учёный, доктор технических наук, профессор.

## Биография
В 1979 году окончил Московский институт нефтехимической и газовой промышленности им. И. М. Губкина (специальность — «Технология и комплексная механизация разработки нефтяных и газовых месторождений», квалификация — горный инженер).
В 1983 году защитил кандидатскую диссертацию (специальность — «Разработка и эксплуатация нефтяных, газовых и газоконденсатных месторождений», тема — «Разработка методики расчёта характеристики погружного центробежного насоса при эксплуатации скважин с низкими давлениями у входа в насос»).
В 1998 году защитил докторскую диссертацию (специальность — «Разработка и эксплуатация нефтяных и газовых месторождений», тема — «Разработка, исследование и результаты промышленного использования погружных насосно-эжекторных систем для добычи нефти»).
С 1999 года — профессор кафедры разработки и эксплуатации нефтяных месторождений Российского государственного университета нефти и газа (НИУ) имени И. М. Губкина.
С 2017—2018 — профессор и директор департамента недропользования и нефтегазового дела РУДН.

## Научные интересы
- Проводит научные исследования в области разработки и эксплуатации нефтяных месторождений. Направление работы — новые исследования и разработки, позволяющие создавать технологии добычи нефти в осложнённых условиях и повышения нефтеотдачи с использованием попутного нефтяного газа. Исследования направлены на повышение эффективности эксплуатации скважин, увеличение коэффициента извлечения нефти.
- По итогам исследований профессором опубликовано 230 научных трудов, 50 авторских свидетельств и патентов на изобретения, полезные модели, которые применяются на предприятиях России и Белоруссии.

## Награды
- Премия Правительства Российской Федерации в области науки и техники (1997)[1]
- Премия имени И. М. Губкина (2005)[1]
- Нагрудный знак Министерства образования и науки РФ «За развитие научно-исследовательской работы студентов»

## Публикации
- Технология и техника добычи нефти погружными насосами в осложнённых условиях. — М.: МАКС Пресс, 2008. — 309 с. — ISBN 978-5-317-02607-3.
- A. N. Drozdov, N. A. Drozdov, Laboratory Researches of the Heavy Oil Displacement from the Russkoye Field’s Core Models at the SWAG Injection and Development of Technological Schemes of Pump-Ejecting Systems for the Water-Gas Mixtures Delivering. // SPE 157819, Proceedings — SPE Heavy Oil Conference Canada held in Calgary, Alberta, Canada, 12-14 June 2012.
- Optimization of Flow Diagrams of Multiphase Pump-Ejector Systems for Improving Their Operational Efficiency with Combined Oil and Gas Gathering // Chemical and Petroleum Engineering. — 2014. — Vol. 50, Iss. 7. — P. 499—503.
- A. N. Drozdov, N. A. Drozdov, Prospects of Development of Jet Pump’s Well Operation Technology in Russia. // SPE 176676, Proceedings — SPE Russian Petroleum Technology Conference 2015 held in Moscow, Russia, 26-28 October 2015.
- Дроздов А. Н., Малявко Е. А. Методика стендовых исследований характеристик электроцентробежных насосных установок при откачке вязких жидкостей // Нефтяное хозяйство. — 2016. — № 5. — С. 78—81. — ISSN 0028-2448.
- Разработка схем промысловых стендов для испытаний скважинных насосов при откачке жидкости и газа // Нефтяное хозяйство. — 2018. — № 7. — С. 96—99. — ISSN 0028-2448.